# Hirasa
Hirasa là một chi bướm đêm thuộc họ Geometridae.